# Seven and Me
Io e i sette nani (Seven & Me) è una serie televisiva italo-francese in tecnica mista tridimensionale prodotta da Rai Fiction, trasmessa in Italia da Rai Gulp dal 7 aprile 2017, da lunedì alla domenica alle 17:35. La serie televisiva è ispirata alla fiaba dei Fratelli Grimm Biancaneve e i sette nani per la regia di Luc Chalifour e Tarik Hamdine.

## Trama
Una bambina di 11 anni di nome Neve è una discendente e pro-nipotina di Biancaneve. Con l'arrivo dei Sette Nani, con sembianze attualizzate rispetto ai personaggi della fiaba, la sua vita viene improvvisamente cambiata.

## Sigla
La sigla italiana "Seven and Me" è interpretata da Caroline Costa.

## Personaggi e attori

### Protagonisti
- Neve  - Interpretata da Leila Jolene, è la figlia di Marco e Bianca, nonché pro pro pro-nipote e discendente di Biancaneve.
- Marco - Interpretato da Flavio Parenti è il padre di Neve.
- Bianca - Interpretata da Josefin Asplund è la madre di Neve.
- Sette Nani - Composti da Goloso, Coccolo, Misterio, Sapienzio, Ingenio, Broncio e Chiccoso sono gli aiutanti di Neve e la sua famiglia.

### Personaggi secondari
- Willy - Interpretato da John Aden Harvey è il migliore amico di Neve, è l'unico a sapere dell'esistenza dei Sette Nani.
- Ben - Interpretato da Joseph Mydell è il nonno di Willy.
- Charles Le Beau De Jolie - è un nuovo compagno di scuola europeo che sembra avere una cotta per Neve.
- Professor Orloff - Interpretato da David Lowe è l'insegnante della scuola, di cuore, molto gentile con Neve e Willy.
- Biancaneve - è la protagonista della fiaba nonché bis bis bis-nonna e antenata di Neve. Nella prima stagione non la si vede mai, ma viene spesso nominata e nell'episodio "L'albero di Biancaneve" la si vede sotto forma di spirito di luce mentre nella seconda parte dell'episodio "L'amnesia di Neve" si sente la sua voce. Nella seconda stagione invece la si vede in carne e ossa nell'episodio "Una Storia tutta per Me".

### Antagonisti
- Camilla - Interpretata da Nixie Strazza è la nemica-rivale fallita di Neve e Willy che subisce tutte le sue sconfitte e tutte le rampogne molto brusche del professor Orloff e di sua madre Sofia. Nella seconda stagione diventa la migliore amica di Neve e scopre il segreto dei Sette Nani.
- Sofia - Interpretata da Géraldine O'Rawe è la madre molto brusca di Camilla che rimprovera bruscamente sua figlia che è diventata vittima delle sue sconfitte e dei rimproveri molto bruschi del professor Orloff.

## Episodi della prima stagione
| Nº | Titolo italiano             | Prima TV Francia | Prima TV Italia |
| -- | --------------------------- | ---------------- | --------------- |
| 1  | Il virus                    | 28 ottobre 2016  | 7 aprile 2017   |
| 2  | Il principe azzurro conteso | 29 ottobre 2016  | 7 aprile 2017   |
| 3  | Errare humanum est          | 1 novembre 2016  | 8 aprile 2017   |
| 4  | Il vestito nuovo            | 5 novembre 2016  | 8 aprile 2017   |
| 5  | I cloni                     | 11 novembre 2016 | 9 aprile 2017   |
| 6  | Dolci a volontà             | 14 novembre 2016 | 9 aprile 2017   |
| 7  | Coccolo da giardino         | 15 novembre 2016 | 10 aprile 2017  |
| 8  | Derattizzazione totale      | 16 novembre 2016 | 10 aprile 2017  |
| 9  | Regina per un giorno        | 21 novembre 2016 | 11 aprile 2017  |
| 10 | Super Robot                 | 28 novembre 2016 | 11 aprile 2017  |
| 11 | Votate, votate!             | 1 dicembre 2016  | 12 aprile 2017  |
| 12 | Misterio è innocente!       | 2 dicembre 2016  | 12 aprile 2017  |
| 13 | La prode cavaliera          | 5 dicembre 2016  | 13 aprile 2017  |